# Tabasco (Bundesstaat)

Gemeinden (municipios): 1. Balancán, 2. Cárdenas, 3. Centla, 4. Centro, 5. Comalcalco, 6. Cunduacán, 7. Emiliano Zapata, 8. Huimanguillo, 9. Jalapa, 10. Jalpa de Méndez, 11. Jonuta, 12. Macuspana, 13. Nacajuca, 14. Paraíso, 15. Tacotalpa, 16. Teapa, 17. Tenosique

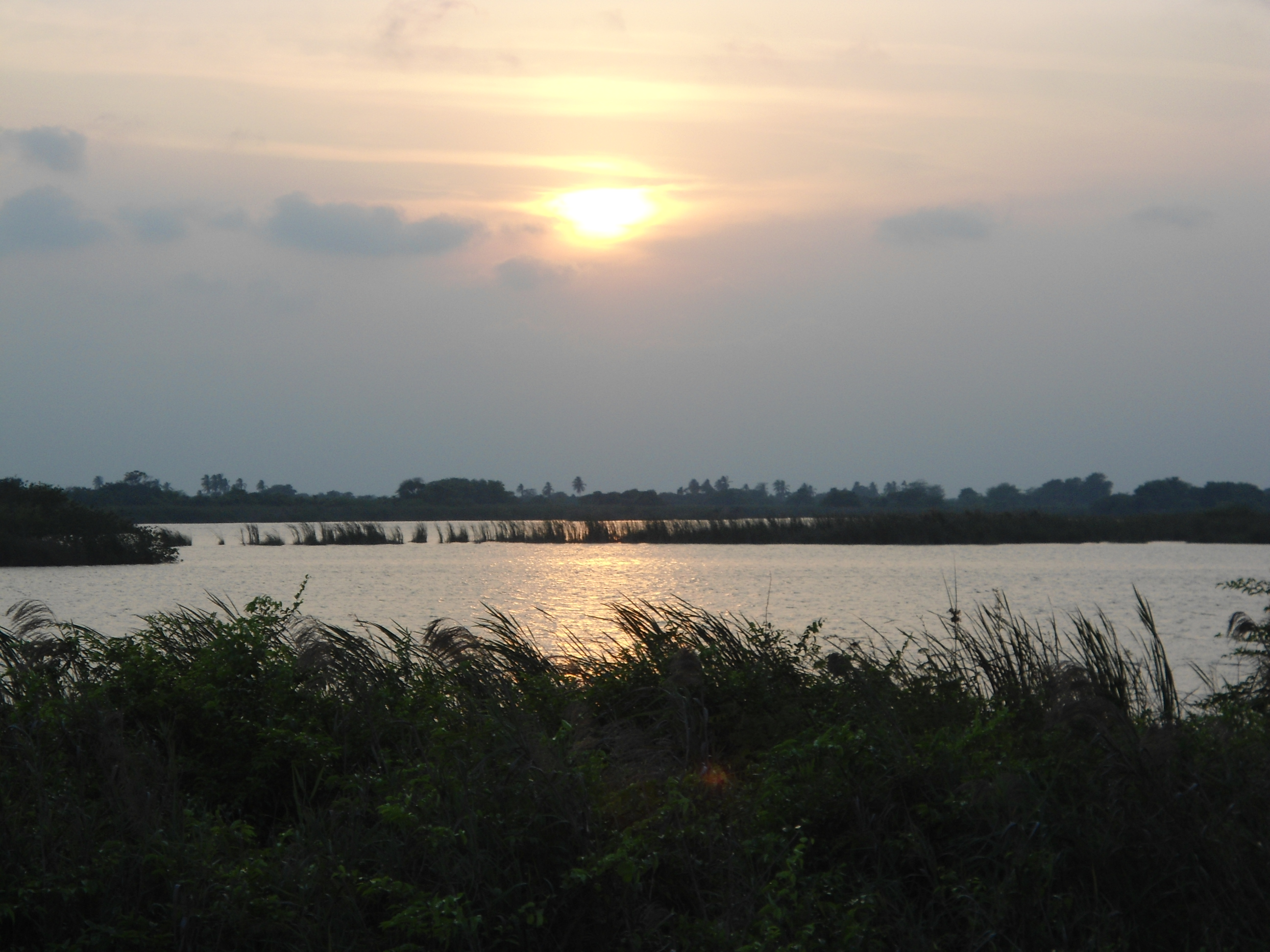
Pantanos de Centla

Tabasco [taˈβasko], offiziell Freier und Souveräner Staat Tabasco (spanisch Estado Libre y Soberano de Tabasco), ist ein Bundesstaat Mexikos. Seine Hauptstadt ist Villahermosa. Der Staat hat eine Fläche von 24.738 km² und gut 2,2 Mio. Einwohner (2010). Er grenzt im Osten an Campeche, im Süden an Chiapas und im Westen an Veracruz.

## Geographie
Der Bundesstaat liegt unmittelbar östlich des Isthmus von Tehuantepec an der Küste des Golfes von Mexiko.
Tabasco gliedert sich in 17 Municipios, die zu zwei Regionen und fünf Subregionen gruppiert werden.
Die größten Städte sind Villahermosa (ca. 350.000 Einw.), Heroica Cárdenas (ca. 100.000 Einw.), Comalcalco (ca. 40.000 Einw.), Macuspana (ca. 32.000 Einw.) und Tenosique de Pino Suárez (32.000 Einw.).

### Natur und Landschaft
Der Bundesstaat Tabasco besteht größtenteils aus flachem Schwemmland, das von den Flüssen Río Usumacinta und Río Grijalva im Lauf von Jahrzehntausenden abgelagert wurde. Im Mündungsdelta der beiden Flüsse liegen die Pantanos de Centla, die als Biosphärenreservat anerkannt sind. Südlich davon erstreckt sich eine leichte Hügellandschaft mit Höhen von etwa 50 bis 200 m; die höchsten Erhebungen von max. 900 m finden sich im äußersten Süden entlang der Grenze zu Chiapas.
Tabasco gilt als mexikanischer Bundesstaat mit der mithin höchsten Biodiversität.

### Klima
In Tabasco herrscht ein subtropisch-schwüles Klima mit Jahresdurchschnittstemperaturen von über 25 °C. Die Jahresniederschlagsmenge erreicht bis zu 2750 mm; der meiste Regen fällt in den Sommermonaten – nur die Monate März und April sind vergleichsweise trocken.
Der Bundesstaat ist eine der durch Klimafolgen bedrohtesten Regionen Mittelamerikas. Prognosen zufolge könnte bis 2050 ein Viertel der Fläche überschwemmt sein.

## Bevölkerungsentwicklung
| Jahr | Einwohnerzahl |
| ---- | ------------- |
| 1950 | 362.716       |
| 1960 | 496.340       |
| 1970 | 768.327       |
| 1980 | 1.062.961     |
| 1990 | 1.501.744     |
| 1995 | 1.748.769     |
| 2000 | 1.891.829     |
| 2005 | 1.989.969     |
| 2010 | 2.238.603     |
| 2015 | 2.395.272     |

## Geschichte
La Venta im Westen des Staates war von ca. 1200–600 v. Chr. eines der wichtigsten Zentren der Olmeken-Kultur, die dort gefundenen Artefakte werden in Villahermosa im Parque-Museo La Venta ausgestellt. Auch die Maya haben unter anderem in Comalcalco im Osten des Staates und in Moral Reforma Ruinenstätten hinterlassen.

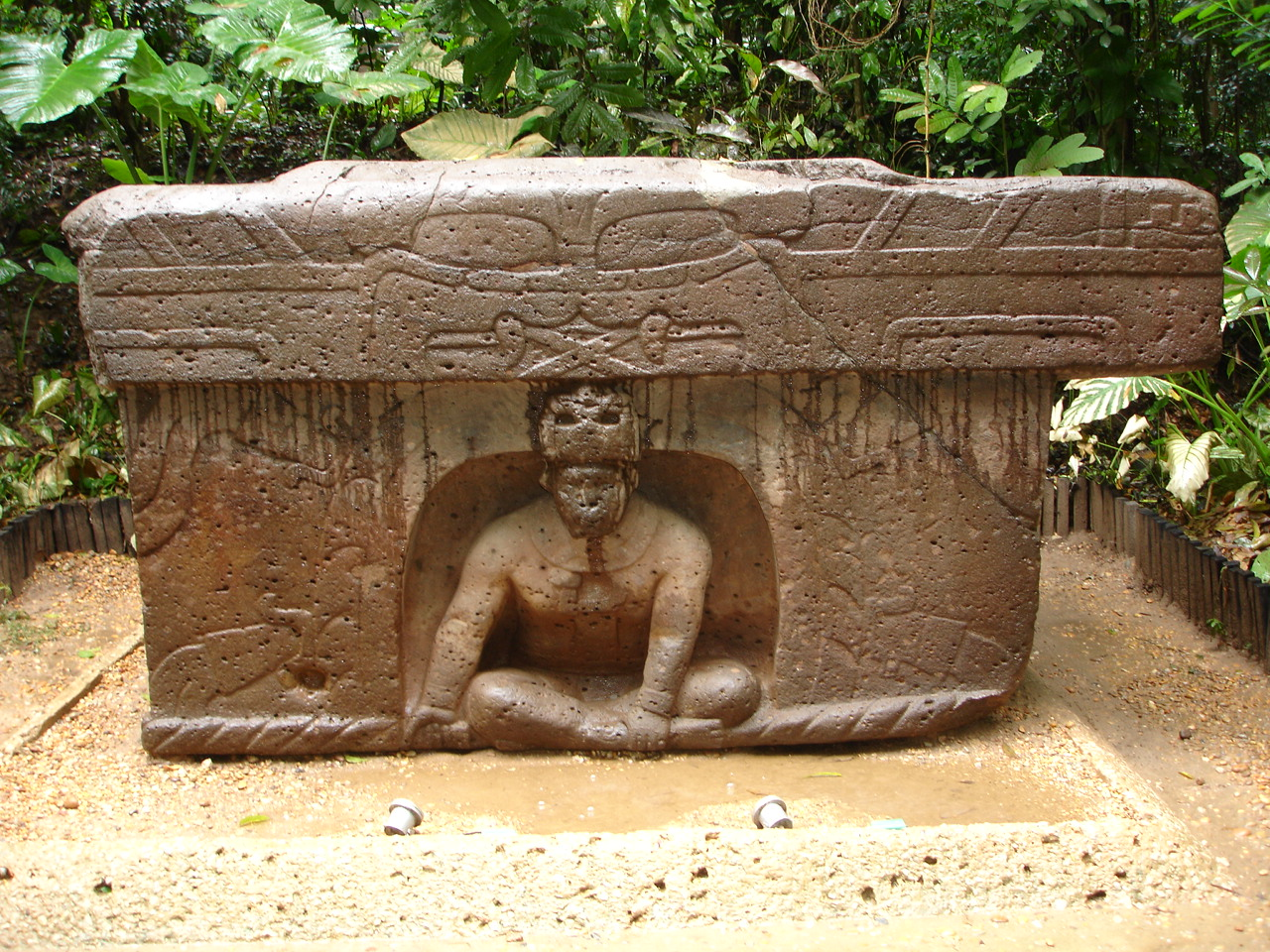
La Venta
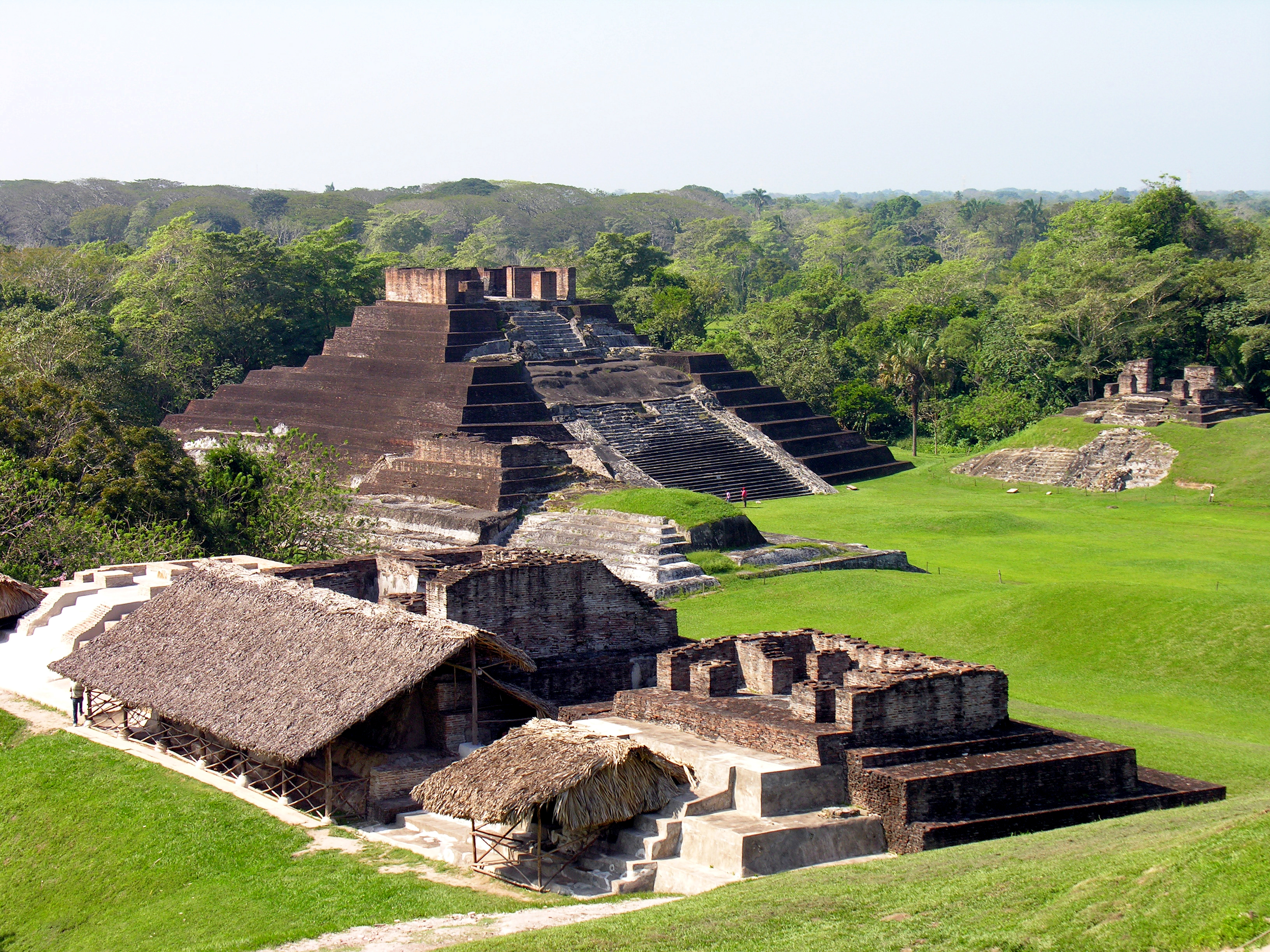
Comalcalco
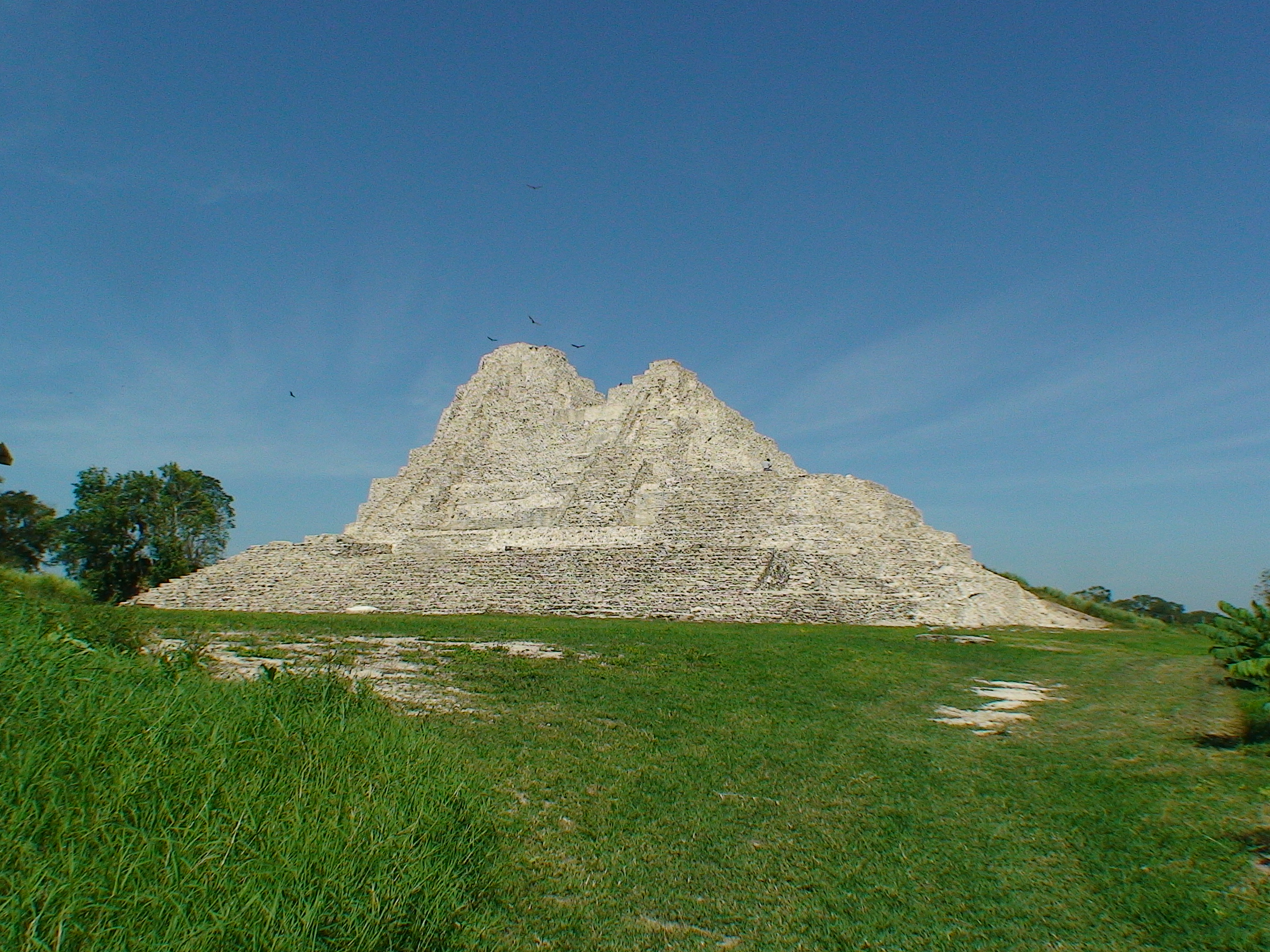
Moral Reforma
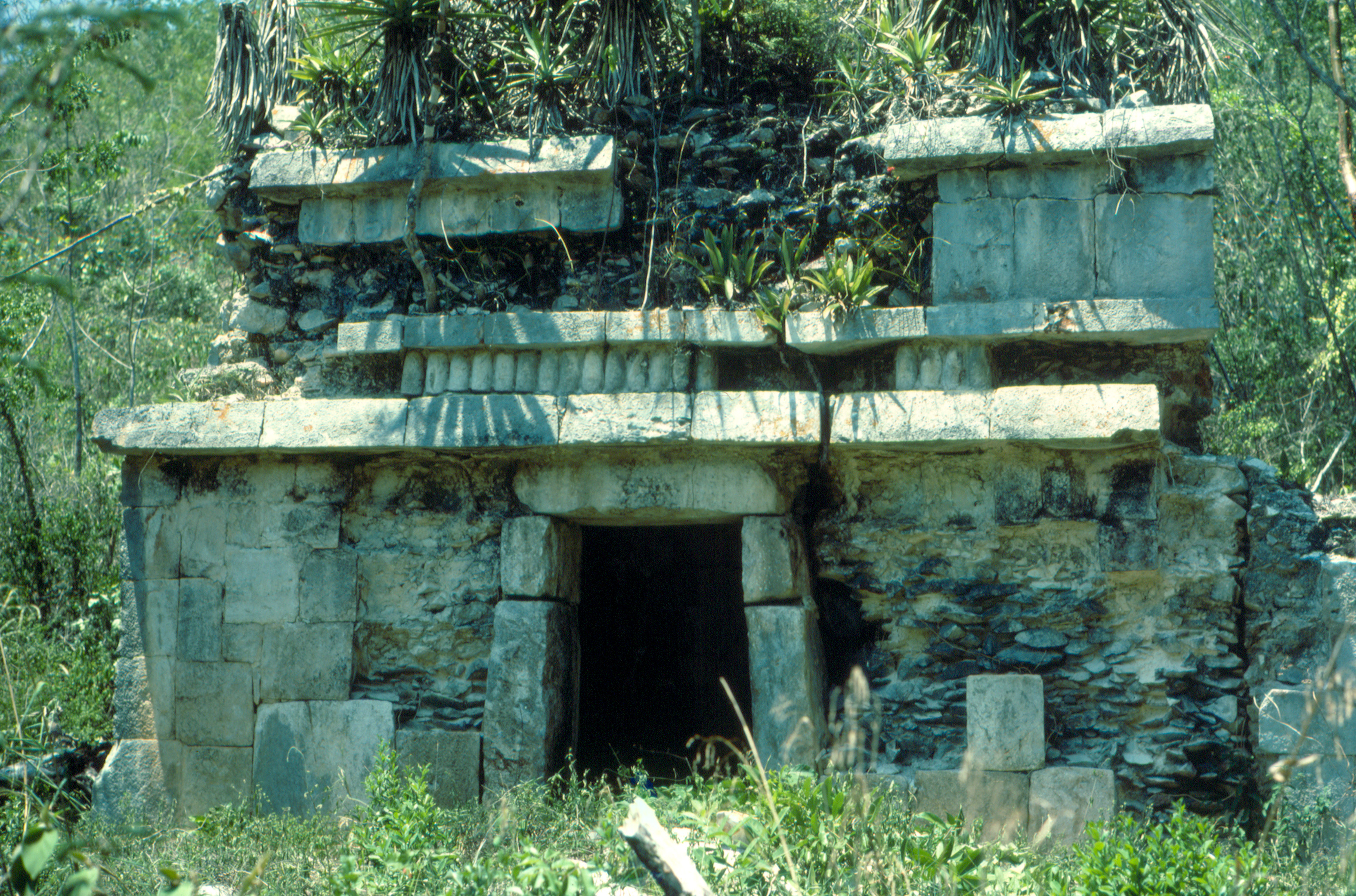
Xbalché
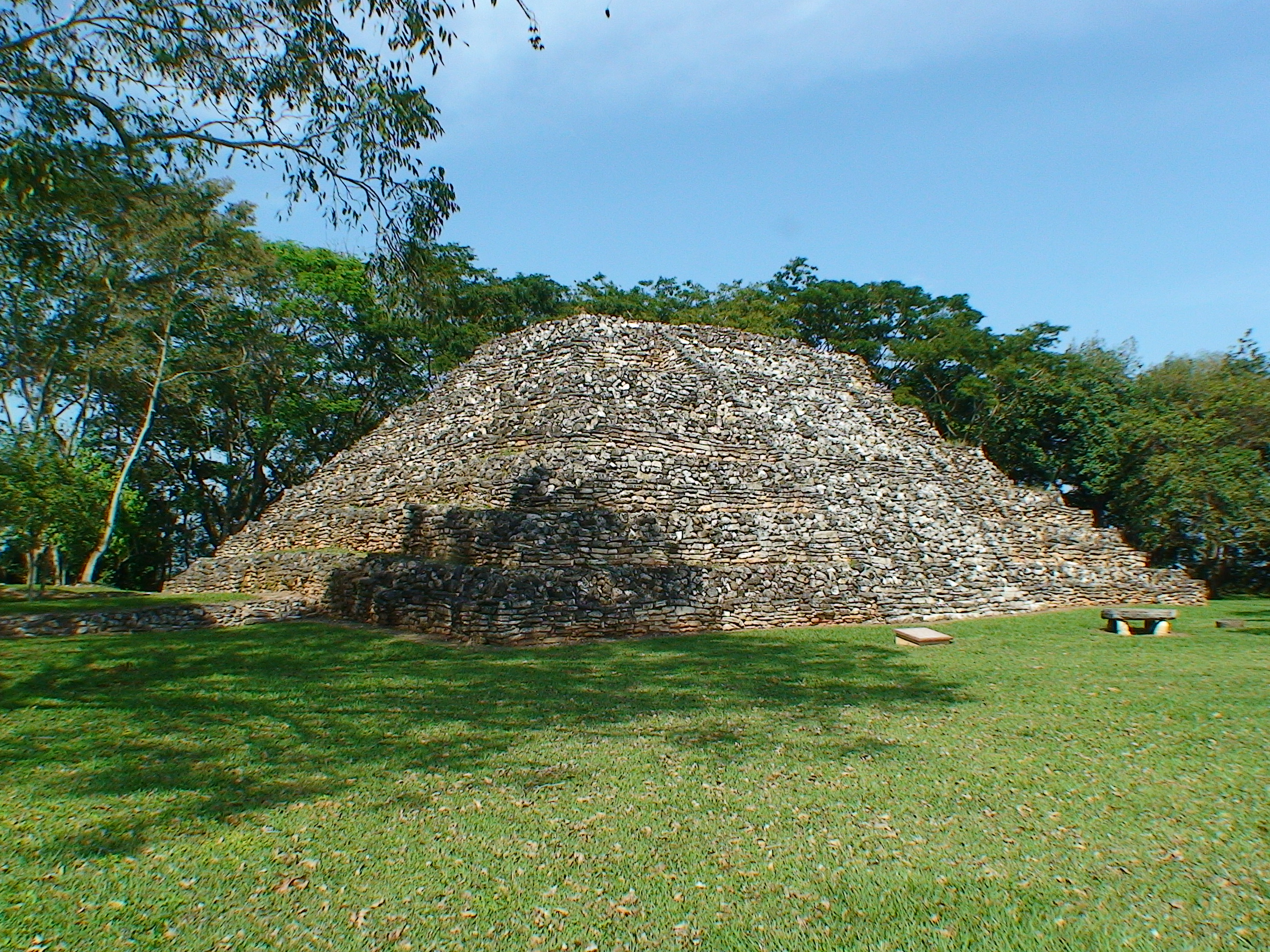
Pomoná
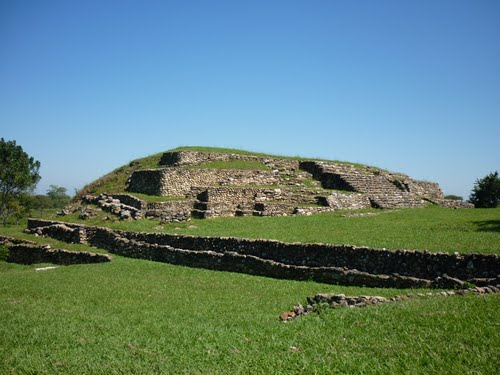
San Claudio

In Tabasco betrat der Conquistador Hernán Cortés im März 1519 erstmals das amerikanische Festland. Hier wurde ihm die Sklavin Malinche übergeben, die ihm später als Dolmetscherin gute Dienste tat.
Nach der Eroberung durch die Spanier (Conquista) wurde Tabasco 1617 zum Bestandteil des Generalkapitanats Yucatán im Vizekönigreich Neuspanien. Ein Gouverneur leitete die Verwaltung und Rechtsprechung; die Oberaufsicht hatte die Real Audiencia von Mexico. Mit der Unabhängigkeit Mexikos ging das Generalkapitanat als Provinz in das Kaiserreich Mexiko ein. Der Bundesstaat Tabasco entstand am 7. Februar 1824.
Von Oktober bis Dezember 2007 war Tabasco massiven Überflutungen ausgesetzt, von denen fast die Hälfte der Bevölkerung des Bundesstaates betroffen war und dauerhaft zu Binnenflüchtlingen führte.

## Wirtschaft
Tabasco war lange Zeit als reines Agrarland einer der ärmsten Bundesstaaten Mexikos mit einem großen Anteil an Vieh- und Weidewirtschaft; auch Zuckerrohr wurde angebaut. Maßgebliche Bedeutung hat seit den 1980er Jahren die Erdölförderung, welche größtenteils offshore – d. h. auf Bohrinseln im Golf von Mexiko – betrieben wird und der Wirtschaft Tabascos einen enormen Aufschwung verschafft hat. Prospektionen im Hinterland Tabascos haben das Vorhandensein weiterer Öl- und Gasvorkommen ergeben.

## Sonstiges
Die Region ist Namensgeber für die Tabascosauce, die Tabasco-Pflanze wurde aber zuerst im US-Bundesstaat Louisiana in großem Rahmen angebaut, um die Tabascosauce herzustellen.